# Mekong Delta (album)
Mekong Delta è il primo album in studio del gruppo musicale Mekong Delta, pubblicato il 1987 dalla Aaarrg Record.

## Tracce
Lato A (Aaarrg)
1. Without Honour – 3:47
2. The Cure – 3:39
3. The Hut of Baba Yaga – 4:13
4. Heroes Grief – 4:42
5. Kill the Enemy – 3:51

Lato B (Mekong Delta)
1. Nightmare Patrol – 3:25
2. Shivas Return – 4:10
3. Black Sabbath – 4:04
4. Back Home – 3:43

## Formazione
- Keil - voce
- Rolf Stein - chitarra
- Vincent St. Johns - chitarra
- Björn Eklund - basso
- Gordon Perkins - batteria